# Жан-Жак Бартелеми
Вижте пояснителната страница за други личности с името Бартелеми.
Жан-Жак Бартелеми (на френски: Jean-Jacques Barthélemy) е френски археолог и нумизмат.

## Биография
Роден е на 20 януари 1716 година в Каси край Марсилия, Кралство Франция. Докато учи богословие започва да се интересува от нумизматика и през 1744 година отива в Париж като асистент на нумизмата Клод Гро дьо Боз. През следващите десетилетия се утвърждава като един от авторитетите в европейската нумизматика. От 1747 е член на Френската академия.
Умира на 30 април 1795 година в Париж на 79-годишна възраст.